# Siderófago

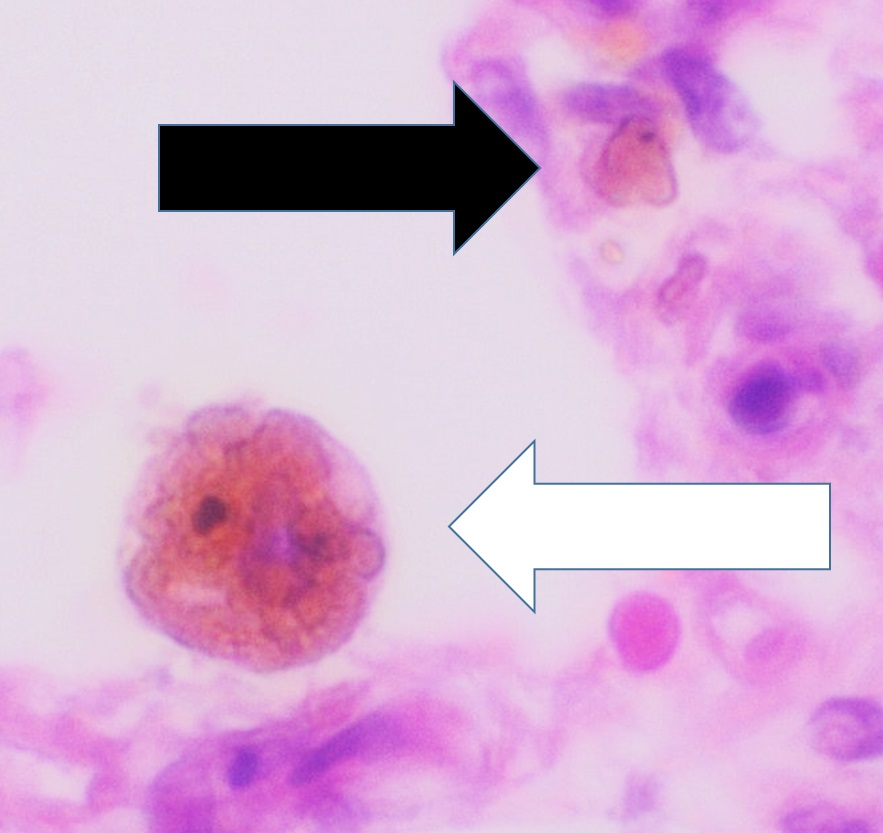
Amostra histopatológica de caso de congestão pulmonar crônica, mostrando siderófago (seta branca, caracterizada por pigmento marrom, pouco refratário), interstício com edema, depósito de hemossiderina (seta preta) e espessamento do colágeno

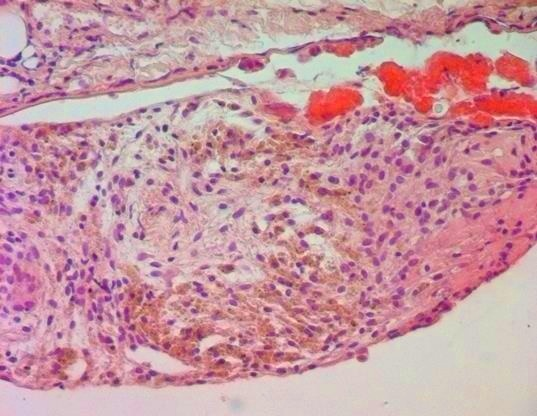
Siderófagos (manchas marrons) em um foco endometriótico

Um siderófago é um macrófago que contém hemossiderina. As células da insuficiência cardíaca são siderófagos de alvéolos de pacientes com insuficiência cardíaca esquerda ou edema pulmonar crônico, quando a hipertensão pulmonar faz com que os glóbulos vermelhos passem pela parede vascular. Os siderófagos não são específicos da insuficiência cardíaca. Eles estão presentes em processos nos quais glóbulos vermelhos encontram macrófagos, como na hemorragia pulmonar .